# 毛鳳彩
毛鳳彩（1604年—1677年），字朴卿，號翼明，浙江嚴州府壽昌縣籍，遂安縣人，明朝政治人物。

## 生平
天啟七年（1627年）丁卯科浙江鄉試第四十六名舉人，崇禎七年（1634年）甲戌科三甲第三十三名進士。刑部觀政，授華陽縣知縣，十四年（1641年）革職。

## 家族
曾祖毛良璧，義官；祖父毛景學，冠帶耆民；父毛邦政，冠帶飲賓。